# 定安县各级文物保护单位列表
以下为海南省定安县各级文物保护单位列表。

## 全国重点文物保护单位
| 名称         | 编号         | 分类   | 地点   | 时代 | 图片 |
| ------------ | ------------ | ------ | ------ | ---- | ---- |
| 定安故城遗址 | 8-0123-1-123 | 古遗址 | 定安县 | 明   |      |

## 海南省文物保护单位
- 龙梅太史坊（1-15）
- 王氏宗祠（1-25）
- 胡氏宗祠（1-26）
- 张岳崧故居（2-32）
- 见龙塔（2-37）
- 亚元坊（2-46）
- 丹桂坊（2-48）